# Čtvero ročních dob

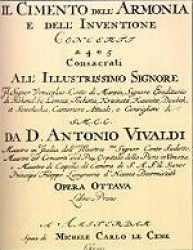
Titulní strana cyklu koncertů Antonia Vivaldiho Il cimento dell'armonia e dell'inventione obsahujících Čtvero ročních dob s věnováním Václavu hraběti z Morzinu (Amsterdam, Le Cène, kolem roku 1727). Bologna, Museo internazionale e biblioteca della musica

Čtvero ročních dob je titul prvních čtyř (a pravděpodobně nejznámějších) houslových koncertů Antonia Vivaldiho ze sbírky 12 koncertů Il cimento dell'armonia e dell'inventione z let 1723-1725. Čtyři koncerty Čtvero ročních dob pocházejí pravděpodobně z roku 1725.

## Historie koncertů
Koncerty pocházejí z tiskařské dílny vydavatele Michela-Charlese Le Cène v Amsterdamu z roku 1725, ovšem sám Vivaldi ve svém věnování hraběti Václavovi z Morzinu tvrdí, že byly zkomponovány již dříve. Také nalezené rukopisy vykazující určité rozdílnosti potvrzují autorova slova.
Vivaldi svou sbírku věnoval hudbymilovnému pražskému mecenáši hraběti Václavovi z Morzinu, který měl ve svém malostranském paláci (v dnešní Nerudově ulici) kapelu složenou výhradně z profesionálních hudebníků. Tehdy bývalo zvykem, že kapely měly svého italského maestro di cappella. Maestrem kapely hraběte z Morzinu byl právě Antonio Vivaldi, jenž hraběti věnoval pojednání Il cimento dell'armonia e dell'inventione obsahující nejslavnější Vivaldiho cyklus houslových koncertů, Čtvero ročních dob.

## Rozbor díla
Je rozdělen na čtyři části, tzv. sonáty: jaro, léto, podzim a zima. Vivaldi v nich popisuje průběh celého roku. Každé roční období se skládá ze tří vět:
- jaro: 	ptáci, potůčky, pastýřská idyla, venkovský tanec
- léto: 	Zefyr, Boreás, klid, komáři, bouřka, vichřice
- podzim: tanec, žně, opilý spánek, lov, útěk
- zima: 	chlad, vítr, déšť, krb, na ledě